# جان آقا خانم
جان آقا خانم (در گذشته ۱۰۳۲ هجری قمری، ۱۶۲۳ (میلادی)) همسر علی‌قلی‌بیگ گورکان شاملو و دختر مرادبیگ بایندر ترکمان بود. پس از قتل شاه اسماعیل دوم و شکست توطئه قتل عباس میرزا (شاه عباس یکم)، وی به خدمت عباس میرزا مشغول شد و پس از آنکه وی به پادشاهی رسید نیز، چون مورد اعتماد مخصوص وی بود، کدبانو و گیس سفید حرم شاه گردید. شاه عباس یکم همیشه وی را نه‌نه‌ام خطاب می‌کرد و دارای ارزش و احترام زیادی در دربار شاه عباس بود. پس از مرگ وی، به دستور شاه عباس وی را در کربلا دفن کردند.